# Ар'єн Теувіссен
Ар'єн Теувіссен (нід. Arjen Teeuwissen, 29 березня 1971 — 29 травня 2024) — нідерландський вершник.
Срібний призер Олімпійських Ігор 2000 року в командній виїздці.
Срібний призер Чемпіонату Європи з виїздки 1999 (командна виїздка), 2001 (командна виїздка), 2001 (індивідуальна виїздка) років, бронзовий призер 1999 року в індивідуальній виїздці.